# Trlično
Trlično este o localitate din comuna Rogatec, Slovenia, cu o populație de 110 locuitori.